# COG3
COG3‏ (Component of oligomeric golgi complex 3) هوَ بروتين يُشَفر بواسطة جين COG3 في الإنسان.